# Maximilian Plettau
Maximilian „Max“ Plettau (* 19. Dezember 1973 in Freiburg im Breisgau) ist ein deutscher Kameramann, Filmeditor, Drehbuchautor, Filmproduzent und Filmregisseur.

## Leben
Maximilian Plettau begann nach dem Abitur, als Beleuchter für Kino- und Werbefilmproduktionen zu arbeiten, so zum Beispiel beim Fernsehfilm Liebe, Leben, Tod von Mathias Allary (1996) oder bei Frau Rettich, die Czerni und ich von Markus Imboden (1998). Von 1999 bis 2007 studierte er an der Hochschule für Fernsehen und Film München (HFF München) Regie und Kamera. Während dieser Zeit fing er auch an, als Kameramann zu arbeiten. Für seinen Abschlussfilm Comeback wurde Plettau mehrfach ausgezeichnet, unter anderem 2008 mit dem Deutschen Kamerapreis.
Neben der Kameraarbeit widmet er sich seit 2008 überwiegend der Produktion von Spiel- und Dokumentarfilmen und ist Geschäftsführer der von ihm gegründeten Filmproduktionsgesellschaft Nominal Film.
Plettau ist Mitglied der Deutschen Filmakademie.

## Filmografie (Auswahl)
- 1996: Liebe, Leben, Tod (Fernsehfilm: Licht)
- 1998: Frau Rettich, die Czerni und ich (Licht)
- 2003: One Room Man (Kurz-Dokumentarfilm: Kamera)
- 2004: Fremde Kinder: Lulin im Paradies (Dokumentarfilm: Kamera)[3]
- 2006: Yazids Brüder (Dokumentarfilm: Kamera)
- 2007: Der Prospektor (Dokumentarfilm: Kamera)
- 2007: Toni Goldwascher (Kamera)
- 2007: Comeback (Dokumentarfilm: Regie, Drehbuch, Kamera, Schnitt, Produktion)
- 2008: Alles wieder gut (Kurzfilm: Produktion)
- 2010: Kinderspiel (Kurzfilm: Produktion)
- 2011: Eisblumen (Kurzfilm: Produktion)
- 2011: Lucky Seven (Kurzfilm: Produktion)
- 2012: Tom und Hacke (Produktionsleitung)[4]
- 2012: Preis des Goldes (Dokumentarfilm: Produktion)
- 2012: Nemez (Produktion)
- 2015: A Global Joy (Dokumentarfilm: Kamera, Produktion)
- 2016: Ente gut! Mädchen allein zu Haus (Produktionsleitung)
- 2016: Sommertheater (Dokumentarfilm: Regie, Drehbuch, Kamera, Produktion)
- 2016: Geschwister (Produktion)
- 2017: Aurora (Kurzfilm: Produktion, Darstellung)
- 2017: Sewol – Die gelbe Zeit (Dokumentarfilm: Produktion)
- 2024: Waldkinder (Dokumentarfilm: Regie)

## Auszeichnungen
- 2008: Deutscher Kamerapreis in der Kategorie „Kamera Dokumentarfilm“ für Comeback[5]
- 2008: 23. Internationales Dokumentarfilmfestival München – OmU-Förderpreis für Comeback[6]
- 2012: VGF-Nachwuchsproduzentenpreis für Nemez